# Corydoras ephippifer
Corydoras ephippifer is een straalvinnige vissensoort uit de familie van de pantsermeervallen (Callichthyidae). De wetenschappelijke naam van de soort is voor het eerst geldig gepubliceerd in 1972 door Nijssen.